# Castello della Motta
Das Castello della Motta ist eine frühmittelalterliche Burgruine in Savorgnano del Torre, einem Ortsteil der Gemeinde Povoletto in der italienischen Region Friaul-Julisch Venetien. Die beträchtlichen Ruinen kann man auf einem Bergrücken an der Mündung des Torrebaches in einen kleinen Fluss sehen. Die Burg war viele Generationen lang im Besitz der Adelsfamilie Savorgnan (it.: Savorgnano).

## Geschichte

### Ursprünge
Es gibt nur wenige, aber bezeichnende Archivdokumentationen über die Burg und ihre Herren. Die erste Beschreibung stammt vom 25. März 922 und ist in einem Diplom des Kaisers Berengar I. enthalten, mit dem er Pietro, dem „Presbitero“ der Kirche von Aquileia gestattet, die Burg mit merulis et propugnaculis, bertistis atque fossatis (dt.: Zinnen, hölzernen Befestigungseinrichtungen, Wehrerkern und Gräben) zu verstärken.
Man weiß nicht, wer der oben erwähnte „Presbitero Pietro“ war, aber in Investiturdokumenten aus der Mitte des 8. Jahrhunderts war die Festung bereits Eigentum der Adelsfamilie Savorgnan.
Jüngere historische Studien ergaben, dass der befestigte Hügel Della Motta von den Patriarchen von Aquileia mehreren Familien überlassen wurde, die nicht miteinander verwandt waren und den Namen des Ortes annahmen, in den sie investiert worden waren.
Substanziell kann die Geschichte der Herren Della Motta, wenn man die Zeit des Hochmittelalters und die der Rechtsprechung des „Pietro“ im 10. Jahrhundert ausklammert, in zwei Zeiträume aufgeteilt werden: Der erste („anteriore“) in den letzten Jahrzehnten des 13. Jahrhunderts betraf eine Gruppe von Adligen mit dem Oberhaupt (festgestellt) Rodolfo di Savorgnano; der zweite („posteriore“) zeichnet sich durch die Herrschaft der Nachfahren von Federico di Colmalisio aus.
Die Söhne des Letzteren sollten im Laufe des 13. Jahrhunderts verschiedene Familienzweige gründen: Pietro den Zweig von Cergneu, Leonardo den Zweig von Bandiera und Costatino den Zweig von Scaglione. Der Zweig von Bandiera starb 1713 aus, während der Zweig von Scaglione sich nach 1413 und der Aufgabe des Castello della Motta sich schließlich in zwei Unterzweige teilte, den ‚‚Torre‘‘zweig von ‚‚Zuino‘‘ und den ‚‚Monte‘‘zweig von Osoppo.
Die erste sichere Quelle aus dem Spätmittelalter erwähnt einen ‚‚Rodolfo di Savorgnan‘‘ (genannt „Ciprioner“), einen freien Lehensnehmer, der 1219 gegen den Patriarchen Berthold V. rebellierte. Letzterer gelangte nach einigen Wechselfällen wieder in den Besitz der Burg und des Lehens, verwandelte es aber in eine „Ministeriale“ und unterstellte es seiner direkten Kontrolle. Der Ort galt wegen der Verwaltung des Wassers des Torrebaches, der die Bewässerungsgräben von Udine speiste, als strategisch bedeutend.
Die Söhne von Rodolfo, Rodolfo II. und Corrado, wurden vom Patriarchen als „Ministeriale“ mit dem Ort belehnt. Bei ihrer Investitur 1257 wurden zwei Türme der Burg erwähnt, einer namens „Superiore“ und einer „in Richtung der Burg von Attimis“.
Der Name „Della Motta“ für den Hügel erschien erstmalig in einer Landkarte aus dem 16. Jahrhundert, die ihn schematisch dargestellt zeigt.

### Die neuen Herren
Die archäologische Untersuchung hat bewiesen, dass in den letzten Jahrzehnten des 13. Jahrhunderts ein wesentliches, kriegerisches Ereignis, ein Trauma, über die Burganlage hereinbrach, also zu einem Zeitpunkt, als in den Dokumenten einige Söhne von Federico di Colmalsio mit dem Beinamen „de Savorgnano“ erscheinen.
Es handelt sich um die neuen Herren der Burg, dem Patriarchen zugeneigt und nicht mit dem alten Adel verbunden, der vermutlich nach einer blutigen Belagerung abgesetzt wurde, was die Grabungen bestätigen.
Von diesem Zeitpunkt an zeigt die geschriebene Dokumentation, aber vor allen Dingen die archäologische, eine bemerkenswerte Bautätigkeit im Inneren der Festung, insbesondere in der ersten Hälfte des 14. Jahrhunderts. 1345 war das Anwesen mit Milizen des Grafen von Görz belegt, wogegen sich 1385 dort die Truppen des Patriarchats eingenistet hatten. Bei dieser Gelegenheit ist eine explizite bauliche Befestigung auf Befehl des Kapitäns Giovanni di Azzo degli Ubaldini des Patriarchats erwähnt. 1387 fanden weitere Arbeiten auf Befehl von Carrara statt, womit dieses Mal Francesco Nascinguerra aus Cividale beauftragt wurde. Man kennt den Umfang der Arbeiten der beauftragten Arbeiten nicht genau, weder derer von Giovanni Azzo noch derer von Francesco Nascinguerra: Es ist nicht von großer Bedeutung, wenn Tristano Savorgnano 1405 an die Stadt Udine berichtet, dass die Burg „ruiniert und schlecht verteidigt“ sei.

### Letzte Belagerung und Aufgabe
In den Jahren 1412–1413 wurde die Festung das letzte Mal belagert. Die Belagerer gehörten zu den heterogenen Truppen des Kaisers Sigismund, der sich in Friaul engagierte, um seine Hegemonie wiederherzustellen, die von den Venezianern gerade durch die Aktionen der Savorgnans untergraben worden war. Als anstrengend und vergeblich erwies sich dieser Widerstand, da laut der Quellen zwar die Burg eingenommen wurde, aber – wie die archäologischen Untersuchungen gezeigt haben – nicht vollständig zerstört wurde. Dennoch änderte dies ihren Verwendungszweck und die Savorgnans lebten nicht mehr dort.
Eine These, die zwischen 1960 und 1985 vom britischen Gelehrten Cecil H. Clough ausgearbeitet und vorgeschlagen wurde, geht davon aus, dass die Archetypen der Liebenden – die Shakespeare zu den Figuren Romeo und Julia inspirierten – tatsächlich existierende Personen waren und zwei verfeindeten Zweigen der Familie Savorgnan angehörten. Zusammenfassend demonstrierte der britische Professor, dass die Novelle Giulietta – geschrieben um 1517 von Luigi da Porto, dessen spätere Übersetzung William Shakespeare inspiriert hatte – tatsächlich 1511 in Udine vorgefallene Tatsachen erzählte, in die zwei rivalisierende Familienzweige der Savorgnans verwickelt waren: Der erwähnte Luigi da Porto und die junge Lucina Savorgnano.

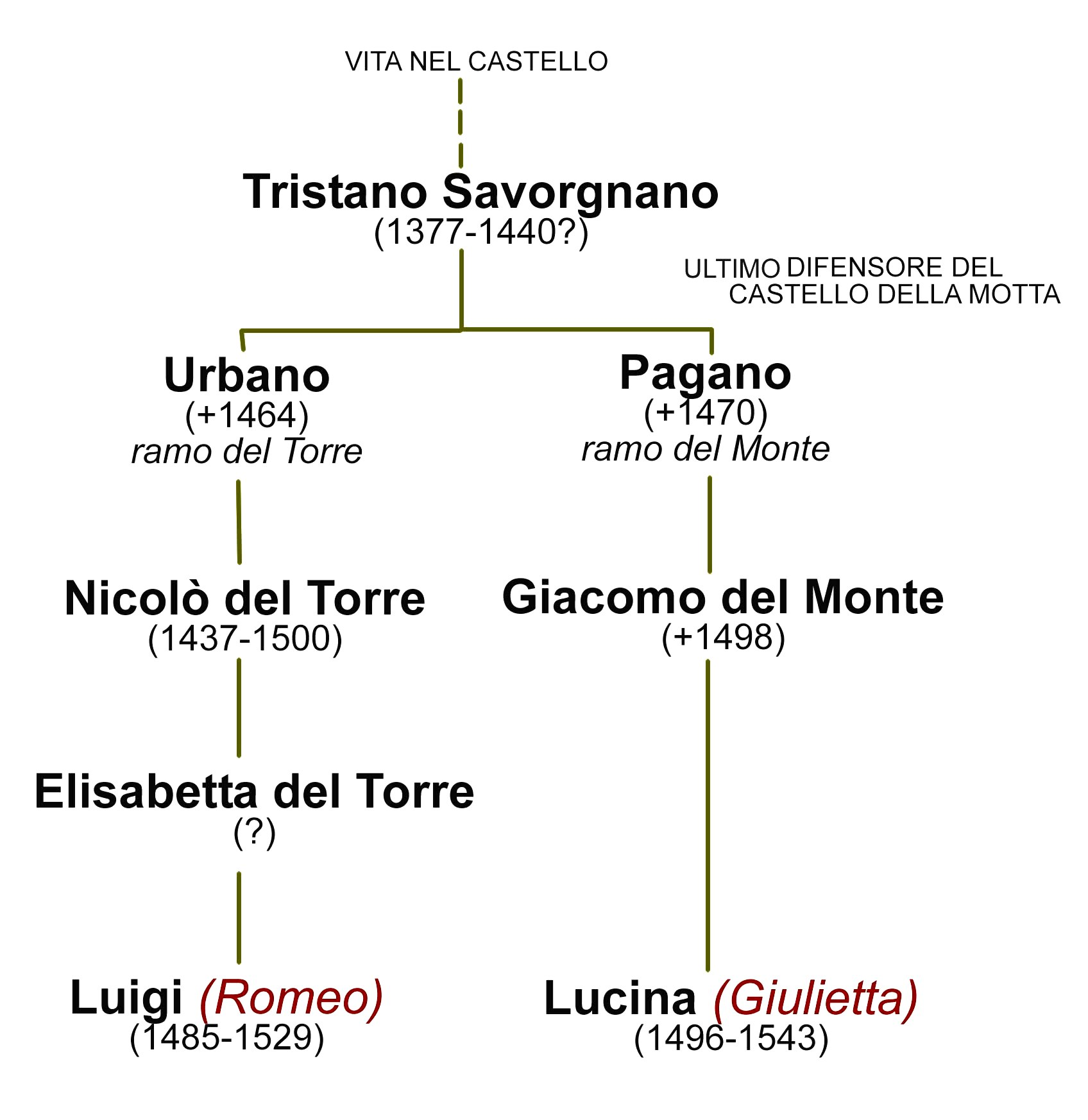
Familienstammbaum der Savorgnans mit den verwandtschaftlichen Beziehungen zwischen Luigi da Porto (Romeo), Lucina Savorgnan (Julia) und Tristano Savorgnan, den letzten Verteidiger des Castello della Motta in den Jahren 1412–1413

An dieser Stelle ist es interessant, zu sehen, dass der letzte Verteidiger des Castello della Motta, Tristano Savorgnan dello Scaglione, sowohl Urgroßvater von Lucina (alias Julia) als auch Ururgroßvater von Luigi (alias Romeo) war, und, dass das Castello della Motta mit vollem Recht als „Wiege“ der engsten Verwandten der beiden berühmten Liebenden anzusehen ist.

## Archäologische Untersuchungen
In seiner heutigen Form zeigt sich der Ort mit Gebäudestrukturen, die teilweise durch die archäologischen Untersuchungen ans Licht gebracht wurden, die (nicht durchgehend) von 1997 bis 2014 durchgeführt wurden. Die 13 Grabungskampagnen, die ausschließlich die Gipfelregion betrafen, konzentrierten sich auf das Gebiet um den polygonalen Bergfried. Die Untersuchungen wurden von einem Team ausgeführt, das aus der Zusammenarbeit zwischen der Universität Udine und der Gemeindeverwaltung von Povoletto unter Beteiligung von Studiengruppen und kulturellen Gesellschaften entstand. Die Ergebnisse und deren Ausarbeitung ermöglichten die Definition einer ersten, bezeichnenden Phasenfolge, die wiederum in fünf Perioden, vom Hochmittelalter bis zur definitiven Aufgabe der Burg, gruppiert wurde.

### Periode A -Hochmittelalterliche Ansiedlung (7./8.-9. Jahrhundert)
Die archäologische Recherche ergab, dass es spätestens seit dem Hochmittelalter auf der Erhebung Della Motta eine Festung gegeben haben muss. Dies bezeugen die Reste eines viereckigen Bergfrieds, eines Wohnturms, der unter dem heute sichtbaren mit seinem polygonalen Grundriss lag.

Grundriss des „Wohnturms“ aus dem Hochmittelalter (in rot), im Verhältnis zu den anderen, späteren Strukturen des Bergfrieds und anderer herrschaftlicher Gebäude auf dem Gipfel

Die Wohneigenschaften dieses ersten Bergfrieds leiten sich aus den Dimensionen im Grundriss (die Seiten messen außen etwa je 8 Meter, die Dicke auf der Mauerwerksglättung beträgt etwa 1 Meter; der Innenraum hat eine Fläche von fast 40 m²) und aus den Fundstücken aus seiner Bestehensphase, in Zusammenhang mit Haushaltsaktivitäten, ab. Darüber hinaus führt sein Standort an einer markanten Stelle des Hügels (an der sich auch der Bergfried aus späterer Zeit fand) dazu, ihn als strategisch bedeutende Konstruktion, im Übrigen aus Stein, anzusehen (In der Erlaubnis von Berengar I. sind hölzerne Befestigungseinrichtungen – propugnaculis – erwähnt, also aus einem „weniger bedeutsamen“ Material).
Es ist nicht bekannt, wie das Castrum des Hochmittelalters in seiner Gesamtheit aufgebaut war. Ebenso ist nicht bekannt, wie die Siedlung in ihrem Inneren organisiert war, und, ob sie nur von Soldaten genutzt wurde, oder, ob dort auch die Zivilbevölkerung Schutz fand:.Das Vorhandensein eines Bergfrieds lässt aber eine Residenz eines Herren (womöglich des ‚‚Pietro‘‘, der in der Erlaubnis aus dem 10. Jahrhundert erwähnt ist) annehmen.
Die Chronologie des Turms ist aus der Datierung der keramischen Fragmente erhalten, die sich in einer Schicht in seinem Inneren fand, die von der Schicht aus dem Einsturz der Mauern des Turms verdeckt war. Es wird angenommen, dass die Artefakte aus dessen Lebenszeit (definiert als „Periode A“) stammen. Die Fundstücke wurden nach der typologischen Untersuchung und der Analyse durch Thermoluminiszenz auf das Jahr 678±90 datiert.
Zusammen mit den Einrichtungsgegenständen wurden ein „Schlüssel“ aus Eisen, ein tierischer „Knochen“ (Essensrest) und Fragmente einer „ebenen Fliese“ vom römischen Typ gefunden. Letztere diente als Dachschindel, wurde aber offensichtlich wiederverwendet und stammt aus einer verlassenen Siedlung am Fuße des Burghügels.

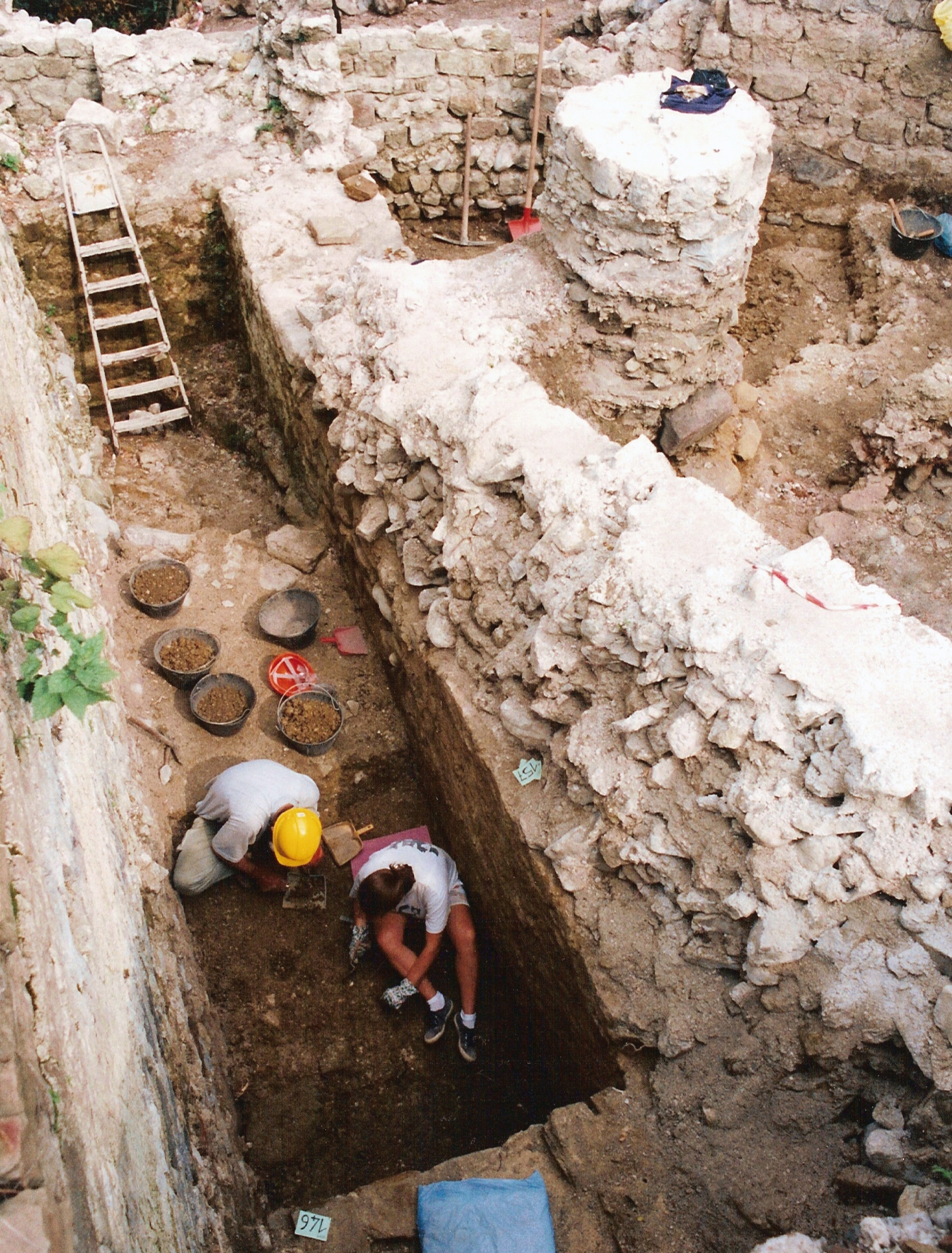
Ausgrabung in der Nordwestecke des mittelalterlichen „Wohnturms“ (2002)

Die baulichen Wechselfälle der befestigten Siedlung sind verständlicher, wenn man die unterschiedliche Verwendung der Rohstoffe betrachtet. Die Bauten der „Periode A“ (Hochmittelalter) bestehen zum größten Teil aus lokal vorgefundenen Steinarten (Sandstein, der zwar leicht zu bearbeiten, aber auch bröselig ist. Aus ihm besteht der Burghügel, auf dem die Mauerreste stehen) mit einem minimalen Anteil von Recyclat, das wahrscheinlich von aufgegebenen Siedlungen direkt am Hügel oder in der Ebene im Westen und Süden des Burghügels stammt. Diese Materialien wurden an den Gebäuden verwendet, ohne dabei auf die Ordnung der Struktur zu achten, oft miteinander verzahnt, ohne Gruppen durchsetzt von einigen horizontalen und nicht parallelen Reihen.

### Periode B -Gebäude von Siedlungen vom 11. bis zum Ende des 13. Jahrhunderts
Im Laufe des 11. Jahrhunderts wurde der mittelalterliche Wohnturm durch einen massigen Bergfried („Periode B“) mit rechteckigem Grundriss und doppelt so dicken Mauern wie vorher ersetzt (Außenabmessungen ca. 10,5 Meter × 12 Meter, Innenabmessungen ca. 8 Meter × 6,5 Meter). Auf der Südostseite war der Turm mit einem angehobenen Eingang ausgestattet. Es hat sich als problematisch erwiesen, die Gebäudeteile aus dieser Zeit zu identifizieren, die zur „protofeudalen“ Ansiedlung der ersten Familie Savorgnan gehörte, die später aus dem Lehen und der Burg verjagt wurde, weil sie gegen den Patriarchen rebelliert hatte. Obwohl die gefundenen Beweise in spätere Schichten der Mauern integriert wurden, was es schwierig macht, die Schichtgrenzen in den Mauern genau zu lokalisieren, die die Einheiten der verschiedenen Zeitabschnitte trennen, zeigt der in dieser Zeit errichtete Mauertyp einige Besonderheiten.

Grundriss des rechteckigen Bergfrieds und sein zeitgenössischer Mauerbau aus dem 11. Jahrhundert (Periode B, in grün)

Erstens bestand die Tendenz, die Stücke auszuwählen und subhorizontale oder horizontale und parallele Strukturen zu schaffen, die nur gelegentlich gespalten wurden; an der Mauerbasis, vornehmlich an den Ecken, wurden große Steinquader verwendet, die manchmal sogar in höheren Lagen zu finden sind, obwohl die Tendenz bestand, mit zunehmender Höhe immer kleinere Steinelemente zu benutzen. Die Mauerkerne wurden aus Verbänden in Opus spicatum gefertigt. Auch in „Periode B“ wurde neues Rohmaterial eingesetzt: Neben dem Kalkstein kann man weitgehend den Einsatz von violettem Sandstein beobachten, dessen Herkunft nicht wirklich geklärt ist (vielleicht aus dem Fluss). Der oft fließende Mörtel weißlich-beiger oder hellgrauer Färbung ist von sandiger Konsistenz und Körnung mit Einschlüssen von Eis; er ist oft sowohl in den Fugen als auch den Mörtelbetten geglättet und hat eine gute Haftung an der Verkleidung. In diesem Mauerwerk gibt es keinerlei Mauerziegel.

#### Zerstörung des Bergfrieds aus der Periodo B

Detail des verkohlten und halbverbrannten Holzbalkens in der Schicht US 139=145, die nach dem Brand der Holzteile des Bergfrieds aus der Periode B entstand (der in den letzten Jahrzehnten des 13. Jahrhunderts stattfand)

Nach sorgfältiger Analyse der Schichtung, die im Inneren des Bergfrieds nordöstlich der Mauer des hochmittelalterlichen Wohnturms durchgeführt wurde, wurde eine Schicht identifiziert (US 139=145), gleichmäßig und umschrieben, sehr reich an verbranntem Material, mit seltenen Objekten und durch Flammenwirkung verbrannten Steinen. Die Schicht bedeckte Schuttreste, die ihrerseits auf der Bodenfläche aus der Zeit der Existenz des zweiten Turms aus dem 11. Jahrhundert ruhten. In der verbrannten Schicht (US 139=145) wurden Fragmente von verkohltem Holz (Leisten, Balken, Pfosten) und eine große Menge aus verkohltem Pflanzenmaterial (Samen und Früchte: Teile eines Lebensmittellagers) gefunden und analysiert. An einigen dieser verbrannten Elemente wurden eine Radiodatierung durchgeführt, wodurch es möglich wurde, den Zeitraum der Zerstörung des rechteckigen Turms aus der „Periode B“ zu definieren: Zusammenfassend zwischen 1195 und 1285.
Theoretisch kann also davon ausgegangen werden, dass die Zerstörung des Bergfrieds (und die daraus folgende Bildung der verbrannten Schicht) als Folge eines „traumatischen“ Ereignisses aufgetreten ist (z. B. einer Brandstiftung an den Holzteilen), was eine Entsprechung in der Archivdokumentation findet, die bezeugt, wie die alten Herren ‚‘De Savorgnan‘‘ in den letzten Jahrzehnten des 13. Jahrhunderts teilweise oder ganz durch eine neue Generation von Lehensnehmern ersetzt wurden, deren Oberhaupt Federico di Colmalisio war. Dessen Söhne ersetzten, offenbar mit Gewalt, die älteren Adligen und so wurden die Oberhäupter des Stammes der Savorgnans de facto Protagonisten zahlreicher, historischer Ereignisse in Friaul.

### Periode C -Die Burg des 14. Jahrhunderts (Ende 13. – Anfang 15. Jahrhundert)

Grundriss des polygonalen Bergfrieds und seiner Mauern aus dem Ende des 13. Jahrhunderts (Periode C.1, in blau)

Dieser Zeitraum kann in weitere Phasen unterteilt werden, während derer der befestigte Komplex seine vollständige Form annahm und im Übrigen einer konstruktiven Dynamik unterzogen wurde, die fortlaufende Umbauten im Inneren bedingte (die im Gipfelteil dokumentiert sind):
C.1 – Phase mit dem polygonalen Bergfried und Eingang zum Donjon von Osten;
C.1.a – Unterphase mit Bau des Baukörpers CF 2 (Gebäude B) und Bildung des „Abflussschachts“ USM 438;
C.2 – Phase mit dem Bau der Rampe im Südosten, CF 5 (Gebäude D) und CF 6 (Gebäude E);
C.3 – Phase, die durch viele Befestigungen und Füllungen von Mauern gekennzeichnet ist.
Als der Turm der „Periode B“ zerstört war, wurde der Bergfried mit polygonalem Grundriss wiederaufgebaut. Das Gebäude ist durch die Anordnung zweier Seiten im spitzen Winkel mit der Ecke nach Nordosten gekennzeichnet, also in Richtung des Grabens und somit zum Zugangsweg entlang des Kamms des Burghügels hin. Zum Bau des neuen Bergfrieds bediente man sich nur teilweise des Mauerwerks des Gebäudes aus der „Periode B“; Die Mauern des letzteren waren fast vollständig zerstört und die Arbeiter nutzten die Fundamente und einige Reihen von Steinen darüber. Den Eingang zum Bergfried behielt man, aber in der Umfassungsmauer etwas weiter südlich schuf man einen neuen Eingang zum Donjon, der den Zugang zur Spitze von einem niedrigeren Geländepunkt aus ermöglichte.(„il borgo“ – Burgus – ist in Dokumenten aus der ersten Hälfte des 14. Jahrhunderts erwähnt).

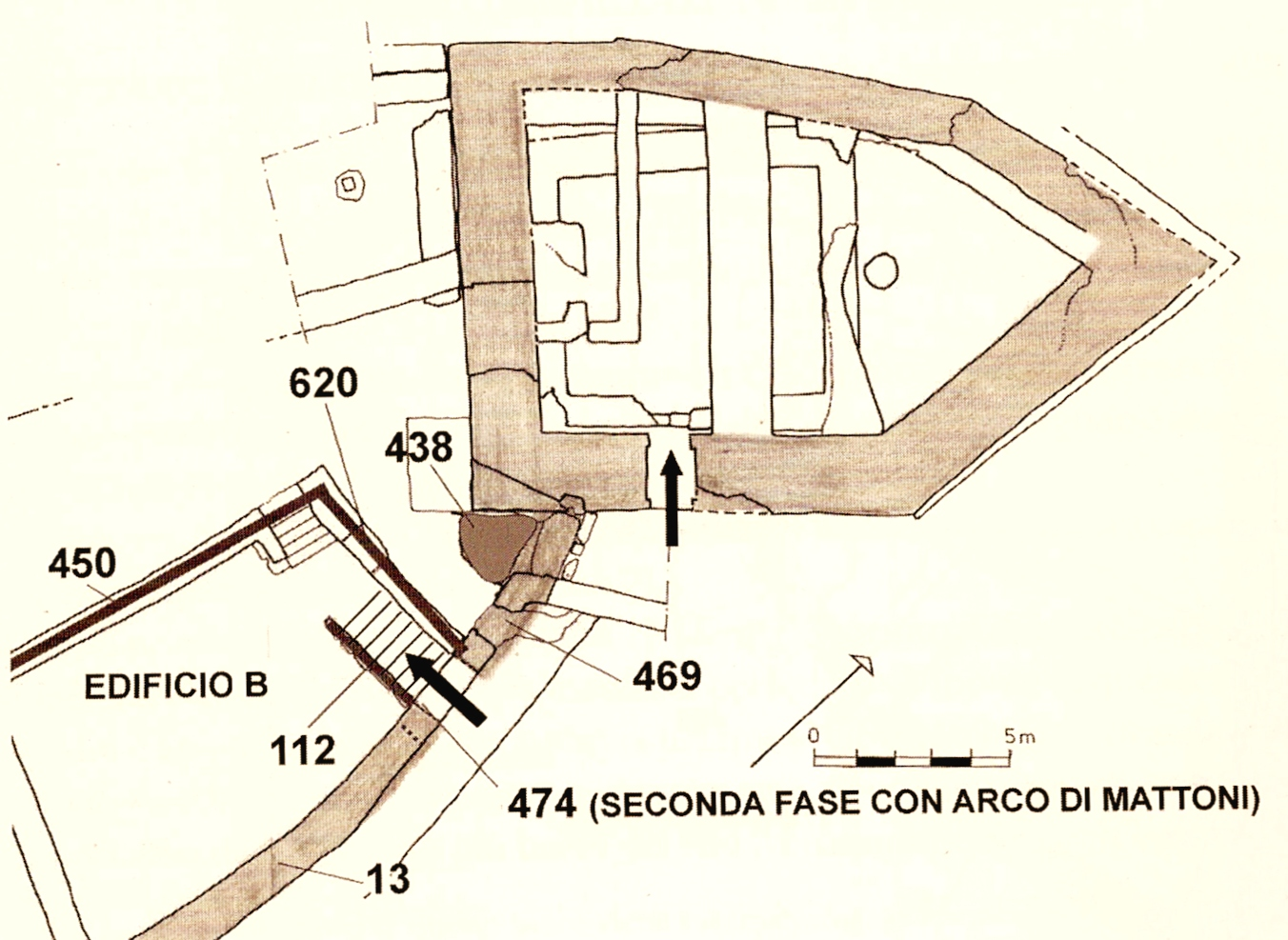
Die Umgebung des Bergfrieds (Periode C.1.a) nach dem Bau des Gebäudes B (erste Phase) und des Abflussschachtes der Grube USM 438 (erste Jahrzehnte des 14. Jahrhunderts)

Später fanden in der Burg einige Umbauten statt, wie in „Phase C.1.a“ der Bau des Gebäudes B, das an die Mauer und an einen Abflussschacht der Grube USM 438 angelehnt war. Diese Unterphase sticht durch den Gebrauch von Mauerziegeln in den Mauern hervor. Von diesem Zeitpunkt an wurden Mauerziegel im Castello della Motta weitläufig gebraucht, allerdings für Restaurierungsarbeiten, Verfüllungen, und Rekonstruktion von Erhebungen, aber auch, um Zierelemente zu schaffen, wie Rahmen, Ecken und Pfosten.

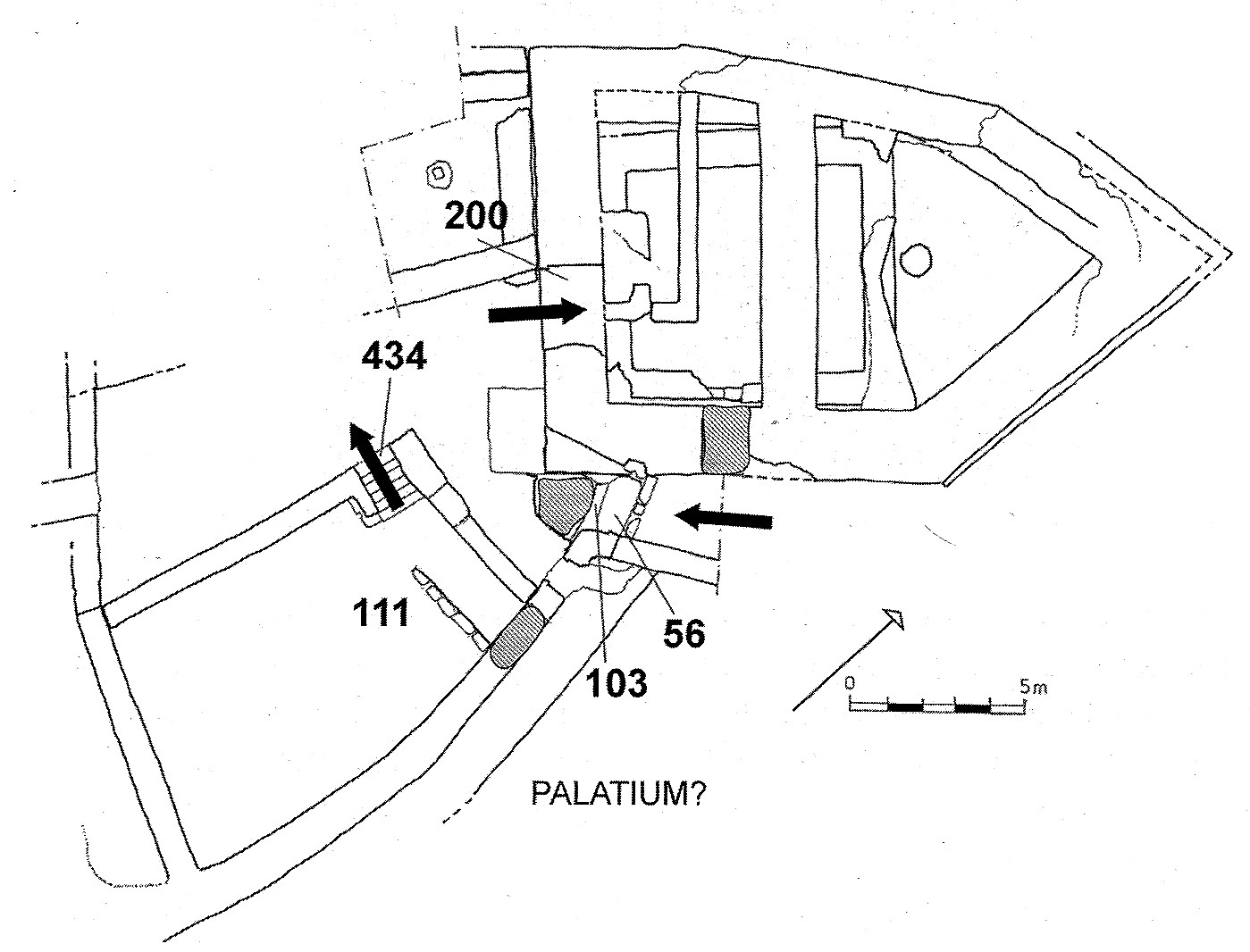
Die Umgebung des Bergfrieds in Periode C.2 (Verfüllungen, neue Öffnungen und Bau der Rampe) (letzte Jahrzehnte des 14. Jahrhunderts)

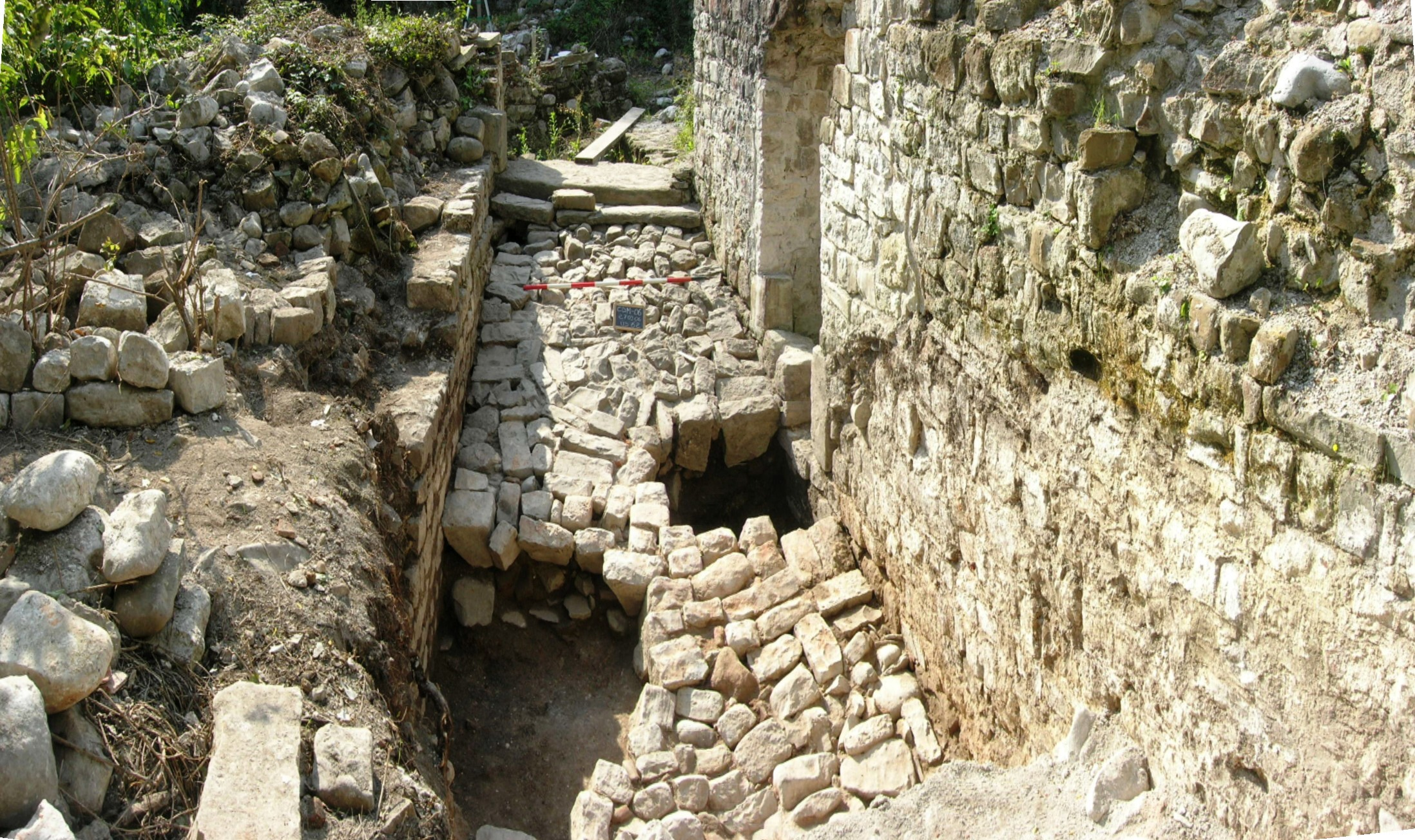
Blick auf die Zugangsrampe (Periode C.2) zum Donjon mit Eingang und auf der rechten Seite die Reste des polygonalen Bergfrieds (Blick von Nordosten, 2006)

In der „Phase C.2“ wurde ein neuer Eingang zum Donjon gebaut, der mit einer Rampe entlang der Südostseite des polygonalen Bergfrieds ausgestattet war. Der Abflussschacht USM 438 wurde verfüllt und das Gebäude B umgebaut. Die Verfüllung des Eingangs USM 474 in der östlichen Umfassungsmauer hat die Funktion der Bildung eines weiten Palatiums (noch nicht ausgegraben), das die genannte Zugangsrampe flankiert (In dieser Phase war es notwendig, auch den ursprünglichen Eingang zum Bergfried zu verfüllen; der Eingang wurde auf die Südwestseite desselben verlegt). Man bemerkt den vorwiegenden Gebrauch von Kieselsteinen, vor allen Dingen Kalksteinen, gebrochen und mit der abgeflachten Seite nach außen eingesetzt. Auch in diesem Falle sehen wir die Anwendung eines neuen Materials, diesmal aus dem Fluss, bedingt durch die Notwendigkeit, das vorhandene zu erweitern oder zu ersetzen.
In „Phase C.3“ kann man beobachten, dass man sich für die Befestigung der mit Bastionen versehenen Mauern des Bergfrieds neuer Steine für die Außenseiten bediente, während für die Innenseiten bereits vorhandenes Steinmaterial wiederverwendet wurde. Die genaue Bearbeitung der Steinquader und ihre Eingliederung in die Außenwände des Bergfrieds lässt den Einsatz von Handwerkern schließen, die auf den Bau von Mauern spezialisiert waren, die dem Einschlag von Projektilen widerstehen konnten, die entweder aus Belagerungsmaschinen oder Kanonen stammten. Der Einsatz von erfahrenen Steinmetzen, die wahrscheinlich von einfachen Lehrlingen oder Angehörigen ärmerer Schichten, die in der Burg selbst oder in den benachbarten, abhängigen Dörfern untergebracht waren, unterstützt wurden, ist bezeugt, sowie das Mauerwerk selbst, auch durch seltene, aber bedeutende Objekte, die die Grabungen ans Licht brachten: Fragmente von Eisensägen, Keilen und Meißelspitzen. Seltener sind die Reste von Bodenbelag, Putz und Wandverkleidungen. Das Vorhandensein von Holz, das weitläufig eingesetzt wurde, aber sich durch seine organische Struktur mit der Zeit auflöste, wird häufig durch noch erhaltene Eisenteile bezeugt, die mit dem Holz verbunden waren (z. B. Nägel, Nieten, Scharniere, Schlösser usw.).

### Periode D -Niedergang der Anlage (15. Jahrhundert)
Nach der Belagerung und der Kapitulation der Belagerten 1412–1413 sind im Inneren der Festung Arbeiten bezeugt, die zum Umbau der Räume führten, deren Wohnfunktion aber in gewisser Weise beibehalten wurde.
In den ersten Jahrzehnten des 15. Jahrhunderts wurden im Bergfried Aktivitäten durchgeführt, die auf dem Sammeln und Umschmelzen von Metall- und vielleicht aus Glasartefakten beruhen: Der Fund eines Ofens, zahlreicher Schlacken, sowie ein Lagerraum für metallische Objekte, die wiederverwendet werden sollten, belegen dies.

### Periode E -Aufgabe und endgültiger Einsturz
Man nimmt an, dass gegen Ende des 15. Jahrhunderts oder Anfang des 16. Jahrhunderts der Komplex zunehmend aufgegeben und systematisch zerstört wurde. An den Ruinen schließlich wechseln sich bis in jüngste Zeit gelegentliche Besuche ab.

## Beschreibung
Die Mauerreste der Burg erstrecken sich über eine Fläche von etwa 6000 m²: Ein Gebiet von 115 Metern Länge und 40–60 Metern Breite.
Der Burghügel, der sich innerhalb der äußersten Wehrmauer befindet (heute teilweise sichtbar), kann morphologisch in drei Zonen unterteilt werden:
- Gipfel, aufgeteilt in zwei Bereiche, die von „herrschaftlicher“ Bautätigkeit betroffen waren und auf die sich der größte Teil der archäologischen Untersuchungen konzentriert ist (im Nordosten kann man gut den polygonalen Bergfried mit Aufteilungen und früheren Einbauten innen, sowie den Außenmauern der Wohngebäude erkennen; im Süden hat man die Reste der Familienkapelle zwar identifiziert, aber noch nicht ausgegraben). Dieser Bereich war zu einem späteren Zeitpunkt von einer eigenen Mauer (Donjon) umgeben, die mit einem Eingang ausgestattet war;
- Zweiter Streifen weiter unten, liegt auf der Ostseite des Gipfels, mit Spuren von Gebäuden, die aus Humus bestanden;

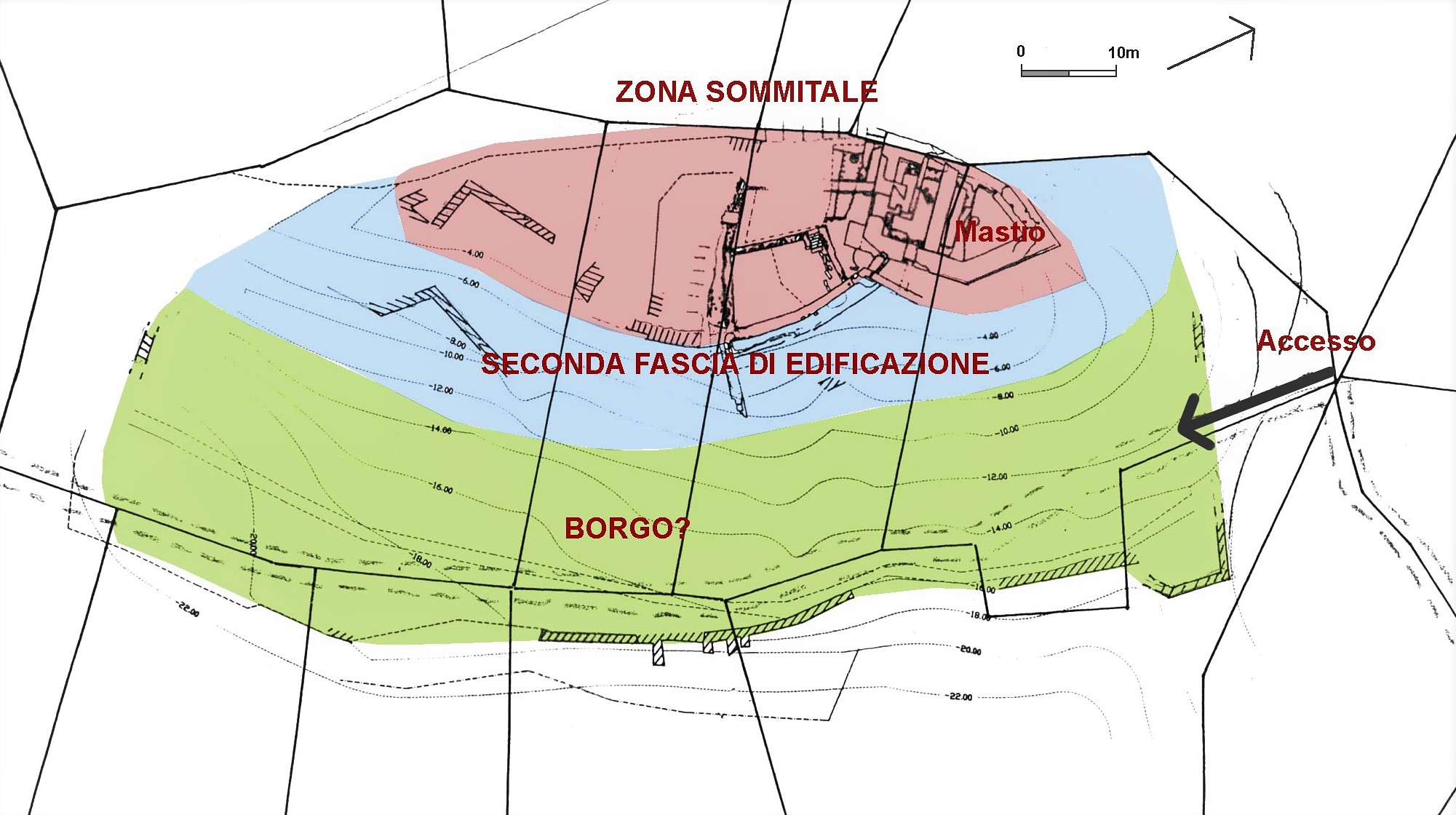
Grundriss des befestigten Komplexes von Osten, mit drei Streifen, die mit Gebäuden belegt waren, hervorgehoben (Gipfel, zweiter Gebäudestreifen weiter unten und vermutlich untere Siedlung)

- Dritter, breiter, unterer Streifen, teilweise flach und in der Nähe des zweiten Streifens, wo sich vermutlich die Siedlung befand, das in einigen Quellen aus dem 14. Jahrhundert erwähnt ist. Auch dieser Bereich ist durch eine eigene Wehrmauer umgeben.
Im Nordosten wurde die Verteidigung durch einen künstlichen Graben sichergestellt, der die Siedlung vom Rest des Bergrückens trennte, auf der originale Zugangsweg erhalten ist. Heute sind die Grabungen unterbrochen; der Ort ist aufgegeben und wieder mit Wald bedeckt.
Die beträchtliche Menge an Daten und Fundstücken, die bei den Grabungen gefunden wurden, sind seit 2011 im Gemeindemuseum in der Villa Pitotti in Povoletto ausgestellt: Antiquarium della Motta e Mostra del Fossile (dt.: Antiquarium Della Motta und Fossilienschau).